# Mathurin Veyssière de La Croze
Mathurin Veyssière de La Croze (1661 – 1739) è stato uno scrittore ed erudito francese.
Convertito al protestantesimo, fu bibliotecario del re di Prussia e precettore della sorella favorita di Federico II, che divenne margravia di Bayreuth; pubblicò opere sull'Oriente.